# Mary Poppins
Mary Poppins is een boekenreeks van de Australische schrijfster Pamela Lyndon Travers, alsmede de hoofdpersoon in deze boekenreeks. De boeken werden vanaf 1934 gepubliceerd en zijn meerdere malen bewerkt voor onder andere film en toneel.

## Personage
Mary Poppins is een kinderjuffrouw in Londen, anno 1908. Mary Poppins is vrij conventioneel van uiterlijk, buitenshuis altijd met paraplu, maar onderscheidt zich door de magische krachten die ze vooral inzet bij de uitoefening van haar functie als kinderjuffrouw. Overigens dient haar paraplu ook als magisch transportmiddel. Ze houdt van kinderen, maar kan als dat nodig is streng optreden. Ze is, zoals in de boeken wordt omschreven, perfect in elke zin van het woord.
De manier waarop Mary Poppins wordt neergezet, varieert per medium. In de boeken is ze vrij streng en recht voor de raap. Ze is ook vrij ijdel. Ze toont haar vriendelijkere kant alleen in de buurt van vrienden en kennissen, zoals de straatartiest en klusjesman Bert. In de Disneyfilm uit 1964 is ze een stuk vriendelijker en sympathieker. In de musical wordt meer ingespeeld op haar bovennatuurlijke en mysterieuze kant.
Mary Poppins' magische vaardigheden worden in de boeken omschreven als overblijfselen uit haar kindertijd. Veel jonge kinderen beschikken over vaardigheden die voor volwassenen onbegrijpelijk lijken, zoals de mogelijkheid met dieren te spreken. De meeste mensen verliezen deze vaardigheden wanneer ze ouder worden en ze vergeten, maar Mary Poppins heeft ze altijd behouden.

## Nevenpersonages
In de boekenserie heeft Mary Poppins een groot aantal familieleden, elk met zijn eigen bovennatuurlijke krachten. Verder lijkt ze bekend te zijn met een groot aantal magische figuren zoals tovenaars en pratende dieren. Sommigen van hen staan op goede voet met haar, maar anderen zijn bang of juist vijandig tegenover haar. Haar bekendste vriend is Bert, een manusje-van-alles.

## Boeken
Er zijn in totaal acht boeken verschenen over Mary Poppins. Deze boeken zijn allemaal geschreven door Travers en oorspronkelijk geïllustreerd door Mary Shepard. Enkel de eerste vier zijn voor zover bekend in Nederlandse vertaling verschenen. De boeken in de reeks zijn:
- Mary Poppins (1934) [Maria Poppins]
- Mary Poppins Comes Back (1935) [De halsketting van Maria Poppins]
- Mary Poppins Opens the Door (1943) [Maria Poppins en de andere deur]
- Mary Poppins in the Park (1952) [Maria Poppins in het park]
- Mary Poppins From A to Z (1962)
- Mary Poppins in the Kitchen (1975)
- Mary Poppins in Cherry Tree Lane (1982)
- Mary Poppins and the House Next Door (1988)

## Films
- De bekendste Hollywoodverfilming van de boeken is de Disneyfilm Mary Poppins uit 1964, met Julie Andrews in de titelrol. De film werd een van Disneys succesvolste films ooit. Een vervolg met Emily Blunt kwam uit in 2018.[1]
- In 1983 werd in de Sovjet-Unie een film van Mary Poppins gemaakt door de studio Mosfilm. De film is buiten de Sovjet-Unie uitgebracht onder de titel Mary Poppins, Goodbye.
- De Bollywoodfilm Thoda Pyaar Thoda Magic vertoont overeenkomsten met Mary Poppins.
- De film Saving Mr. Banks uit 2013 vertelt het verhaal van de slepende onderhandelingen tussen Pamela Travers en Walt Disney over de verfilming van het boek.

## Musical
In 2004 werd een musical gemaakt, gebaseerd op een mix van de originele boeken en de Disneyfilm.

## Overige media
- Mary Poppins heeft een bijrol in de derde graphic novel van de League of Extraordinary Gentlemen.
- Parodieën op Mary Poppins zijn in veel media terug te vinden, zoals The Simpsons en Fairly Odd Parents.

## Actrices
De rol van Mary Poppins is door de volgende actrices vertolkt in de verschillende media:
- Julie Andrews, in de Disneyfilm.
- Joke de Kruijf, in de Disneyfilm (Nederlandse versie).
- Mary Wickes, in een aflevering van de televisieserie Studio One in 1949.
- Natalya Andrejchenko (acteerwerk) en Tatyana Voronina (zang) in de Sovjetfilm uit 1983.
- Laura Michelle Kelly, in de originele musical.
- Ashley Brown, in de originele musical.
- Scarlett Strallen, in de Londense musical.
- Lisa O'Hare, in de Londense musical en theatertour.
- Caroline Sheen, in de originele musical en Britse theatertour.
- Rani Mukherjee, in de Bollywoodfilm Thoda Pyaar Thoda Magic.
- Linda Olsson, in de Zweedse versie van de musical.
- Noortje Herlaar, in de Nederlandse versie van de musical.
- Sophie Veldhuizen, in de Nederlandse versie van de musical.